# Пестич, Филимон Васильевич
Филимон Васильевич Пестич (21 ноября 1821 — 7 декабря 1894, Санкт-Петербург) — русский генерал, участник Крымской войны.

## Биография
Родился 21 ноября 1821 года. В 1837 году, после окончания Херсонской гимназии, поступил канониром в береговую артиллерию Черноморского флота, в 1845 году произведён в портупей-юнкера, 10 июня 1846 года — в кондукторы 1-го класса и 21 апреля 1847 года зачислен прапорщиком в Корпус морской артиллерии, служил на пароходе «Силач», принимал участие в сопровождении и обеспечении морских десантов на кавказское побережье. 23 апреля 1850 г. произведён в подпоручики, 19 апреля 1853 года — в поручики и 3 февраля 1854 года в штабс-капитаны. После Синопского боя был назначен артиллерийским офицером на линейный корабль «Великий князь Константин». После высадки англо-французов в Крыму Пестич состоял при главнокомандующем князе Меншикове и получил поручение вооружить артиллерией наскоро возведённые укрепления на северной и южной сторонах бухты. Пестич успешно справился со своей задачей и затем 11 месяцев находился среди защитников Севастополя. Был начальником ракетной батареи на оборонительной линии и 6 декабря 1854 года за отличие был произведён в капитаны. 26 августа 1855 года Пестич был ранен камнем в голову в результате попадания ракеты союзников в баркас с порохом у Графской пристани. За оборону Севастополя был награждён орденами Святой Анны 3-й степени с мечами и Святого Владимира 4-й степени с мечами (оба ордена в 1855 году). 28 декабря 1855 года был удостоен ордена Святого Георгия 4-й степени
При обороне г. Севастополя, в 1855 году, неусыпною распорядительностью много способствовал снабжению наших батарей снарядами и морскими орудиями, а 25 Августа того же года, когда неприятельская конгревовая ракета, влетевшая в пороховой погреб Николаевской батареи, угрожала страшным взрывом, лично бросился в погреб и собственноручно затушил её
Произведённый в 1856 году в подполковники, Пестич был переведён в Балтийский флот и занимал должности командира ракетной команды (1856—1861), начальника стрельбища в Кронштадте (1856—1863), помощника начальника артиллерийской части в Кронштадтском порту (1860—1865). На этих постах получил ордена Святого Станислава 2-й степени (1857 год, императорская корона к этому ордену — 1859 год) и Святой Анны 2-й степени с мечами (1865 год) и в 1862 году произведён в полковники. С 2 июля 1865 года по 2 мая 1877 года был начальником артиллерии Кронштадта, составил проект 508-мм морской пушки и в 1869 году произведён в генерал-майоры корпуса морской артиллерии. 28 января 1871 года награждён орденом Святого Владимира 3-й степени, 8 апреля 1873 года — орденом Святого Станислава 1-й степени. 4 апреля 1874 года произведён в генерал-лейтенанты. 28 января 1877 был избран членом Конференции Николаевской морской академии. С 2 мая 1877 года Пестич состоял при генерал-адмирале, с 1883 года был председателем Артиллерийского отдела Морского технического комитета, с 3 июля 1886 года был членом Александровского комитета о раненых и 28 марта 1893 года был произведён в полные генералы корпуса морской артиллерии. Среди прочих имел ордена Святой Анны 1-й степени (1878 год), Святого Владимира 2-й степени (1881 год), Белого орла (1885 год), Святого Александра Невского (1892 год).
Лекции, читанные Пестичем в Академиях Морской и Генерального штаба, и его брошюры по артиллерии представляют собой ценный вклад в литературу артиллерийского дела. Умер Пестич 7 декабря 1894 года в Санкт-Петербурге, похоронен на Никольском кладбище Александро-Невской лавры.
Его сын Евгений (1866—1919) окончил Николаевскую академию Генерального штаба, был участником русско-японской и Первой мировой войн.

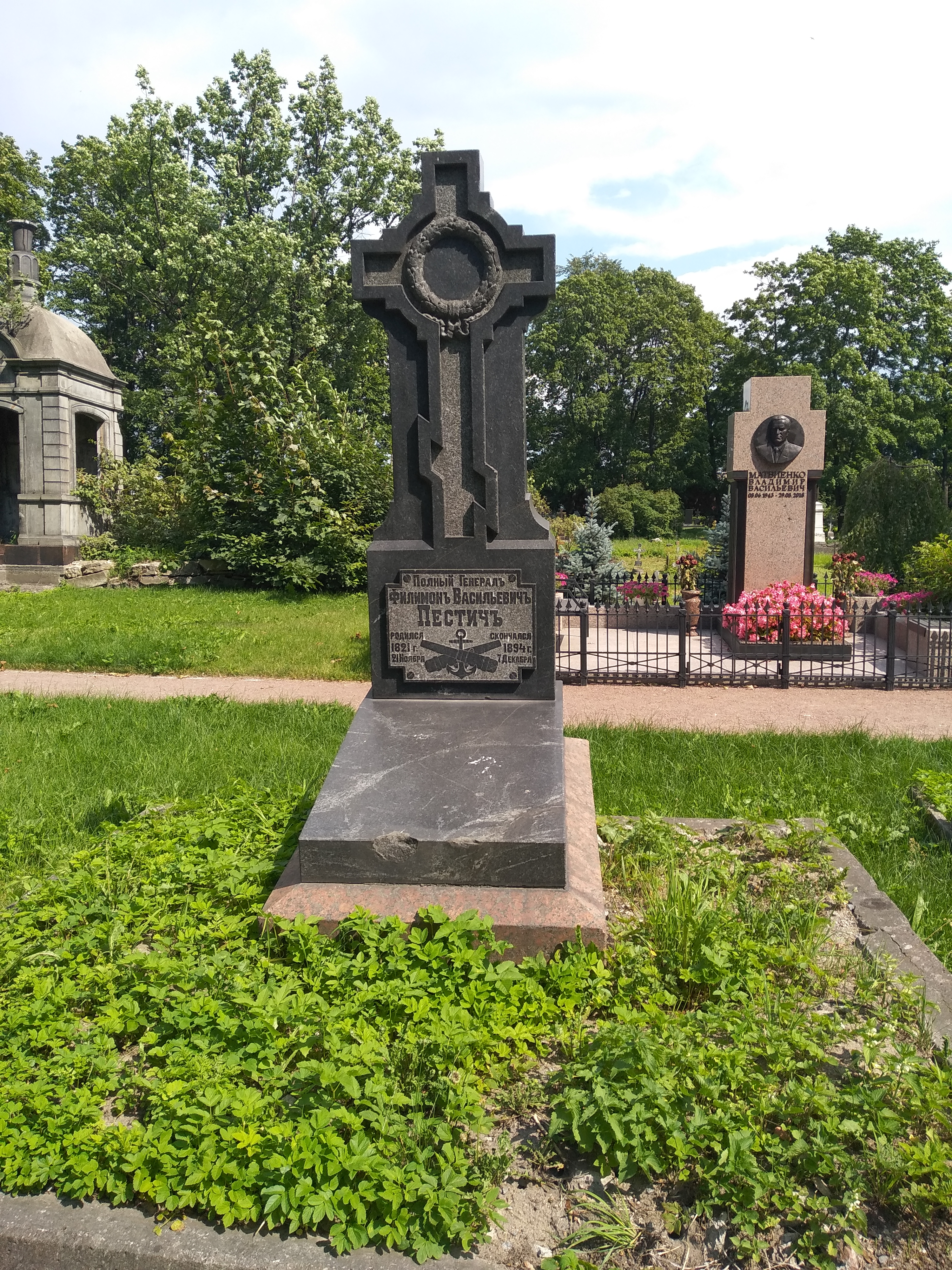
Могила Пестича на Никольском кладбище Александро-Невской лавры в Санкт-Петербурге.

## Избранные сочинения
- Артиллерийские записки для комендоров 2 и 1 разряда. СПб., 1862
- Значение морской артиллерии в обороне Севастополя. СПб., 1891
- Краткий исторический очерк атаки береговых укреплений и выводы о нормальном комплекте снарядов для береговых укреплений. СПб., 1888
- О вооружении мортирами судов военного флота. СПб., 1881
- О наивыгоднейшем калибре орудий для борьбы береговых батарей с современным броненосным флотом. СПб., 1887
- Современный флот и его вопросы. СПб., 1892 (известен французский перевод под заглавием: «La marine contemporaire des états européens», 1893)